# Neptune City (album)
Neptune City è l'album in studio d'esordio della cantautrice statunitense Nicole Atkins, pubblicato il 30 ottobre 2007. Distribuito da Red Ink e dalla Columbia, l'album è prodotto da Tore Johansson e registrato tra Lund e Malmö, in Svezia. Il disco raggiunge la ventesima posizione tra gli Heatseekers nella classifica statunitense e arriva tra i primi cento nei Paesi Bassi.
Prima dell'uscita dell'album, Atkins si trovò in un bar chiamato Bilow's, che la sua famiglia frequentava a Neptune City, New Jersey, pensando a quale titolo avrebbe voluto per il suo album. Pensando ad alta voce nomina l'album Neptune City, quasi come un contrappeso a Greetings from Asbury Park, N.J. e incoraggiata dai padroni del bar dà questo titolo al progetto. Nonostante molte pubblicazioni abbiano suggerito che il titolo dell'album si riferisca direttamente alla sua città natale, la Atkins è nata in un comune quasi omonimo a est di Neptune City, ovvero Neptune.

## Recensioni
| Recensione             | Giudizio |
| ---------------------- | -------- |
| AllMusic               | [ 3 ]    |
| AbsolutePunk           | 84%      |
| BBC Music              | positivo |
| The Cornell Daily Sun  | positivo |
| Entertainment Weekly   | B+       |
| Music Emission         | [ 8 ]    |
| The New Zealand Herald | [ 9 ]    |
| PopMatters             | [ 1 ]    |
| Spin                   | (6/10)   |
| Under the Radar        | (8.5/10) |

Neptune City riceve generalmente recensioni positive da parte della critica. Katherine Fulton di Allmusic si accorge che «la Atkins mostra su questo album che ha sia la capacità sia il potenziale» e loda gli «accordi lussureggianti di Neptune City che [...] mostrano la profondità, la gamma e la versatilità vocale della Atkins, per non parlare della sua abilità di cantautrice». Chris Jones per BBC Music descrive l'album come «qualcosa di simile al country, ma anche qualcosa di stranamente post-moderno», elogiando le produzioni e le voci. Susan Frances di AbsolutePunk scrive che «l'intero album è ricco di affreschi musicali che combinano campi orchestrali con elementi pop/rock» aggiungendo che «dà giustizia alla vera Neptune City». Elogi arrivano anche da Mikael Wood di Entertainment Weekly e da Joanna Hunkin del The New Zealand Herald.
Michael Keefe di PopMatters ha trovato l'album «grande e sognante» e gli arrangiamenti «vibranti, lussureggianti e propulsivi» affermando che «la strumentazione si snoda e vi accompagnerà per una corsa di 40 minuti attraverso una stanza pop senza tempo», notando al contempo che «la forza principale che guida Neptune City è la grande e carismatica voce di Nicole Atkins». Will Miller di Music Emissions scrive che «Neptune City si occupa di quel rapporto di amore/odio che quasi tutti hanno con la propria città natale» e ha anch'egli elogiato le basi e le abilità vocali della Atkins. Suzanne Baumgarten per il The Cornell Daily Sun ritiene che la Atkins «abbia una qualità nel suo folk tale da rendere il suo stile, altrimenti pop, unico e veramente divertente», definendo l'album «ottimista, però completamente realistico», mentre Under the Radar lo ha definito come «un album dalle sonorità eccezionali». Il primo lavoro della Atkins ottiene recensioni positive anche dal sito indipendente di intrattenimento IndieLondon e dalla rivista web greca Avopolis.
Una recensione di mista è stata fornita da Stacey Anderson di Spin, secondo cui l'artista «distrugge freddamente il romanticismo dei gruppi di ragazze degli anni '60 in uno scuro, funesto country pop», pur elogiando le canzoni e la voce della Atkins. Jenni Cole di MusicOMH dà una recensione negativa all'album, dicendo che «questo è davvero un album che non va da nessuna parte».

## Tracce
Canzoni interamente scritte e composte da Nicole Atkins, eccetto dove indicato.
1. Maybe Tonight – 3:16
2. Together We're Both Alone – 4:18
3. The Way It Is – 3:36
4. Cool Enough – 5:25
5. War Torn – 3:58
6. Love Surreal – 4:06 (testo: Atkins, Tore Johansson, Jens Lindgard, Martin Gjerstad – musica: Atkins, Tore Johansson, Jens Lindgard, Martin Gjerstad)
7. Neptune City – 3:53
8. Brooklyn's on Fire! – 3:51
9. Kill the Headlights – 3:19
10. Party's Over – 4:15

Durata totale: 39:57

## Formazione
- Nicole Atkins - voce, autrice testi
- Sven Andersson - flauto, sassofono
- Seth Avett - note di copertina
- David Carlsson - ingegnere audio
- Daniel "Shaolun" Chen - piano elettrico, mellotron, vibrafono, armonio
- Emil de Waal - voce
- Mattias Gustavsson - voce
- Dave Hollinghurst - chitarra
- Tore Johansson - chitarra acustica, basso, produttore, slide guitar, basso acustico, missaggio
- Maria Køhnke - voce
- Jens Lindgard - basso, chitarra, trombone
- Peter Lindgard - percussioni, tromba, batterie
- Vlado Meller - mastering
- Daniel Mintzer - batterie
- Filip Runesson - violino, violoncello, viola
- Andrew Scheps - missaggio
- Chris Spooner - direzione artistica
- Andreas Stellan - voce
- Ulf Turesson - voce
- Jennifer Tzar - fotografia

## Classifiche

### Classifiche settimanali
| Classifica (2007)     | Posizione massima |
| --------------------- | ----------------- |
| Paesi Bassi           | 92                |
| US Heatseekers Albums | 20                |